# Тейлър Суифт
Тейлър Алисън Суифт (на английски: Taylor Alison Swift) е американска певица, текстописка и актриса.

## Биография
Родена е в Уест Рединг, Пенсилвания на 13 декември 1989 г.
Американската кънтри и поп певица започва кариерата си още като тийнейджърка. На 10-годишна възраст Тейлър започва да участва на музикални изяви като караоке конкурси и фестивали. Започва да пише сама текстовете на песните си.
Дебютният ѝ сингъл Tim McGraw излиза през лятото на 2006 г., а първият ѝ албум, носещ нейното име, излиза на 24 октомври 2006 г. От него са продадени повече от 61 хиляди копия през първата седмица. Албумът достига до №1 в Billboard Top Country Albums и №5 в Билборд 200. Вторият сингъл от едноименния албум на Тейлър е Teardrops On My Guitar. Той излиза на 24 февруари 2007 г. Песента е вдъхновена от истинска история, случила се на Тейлър, когато е в гимназията. Тогава тя си падала по младеж на име Дрю, който обаче я виждал само като приятелка.
Следват синглите Our Song, Picture to Burn и Should've Said No, които се радват на голям успех.
През 2008 г. Тейлър получава номинация за наградите Грами за най-добър нов изпълнител, но наградата отива при Ейми Уайнхаус.
Вторият студиен албум на Тейлър се казва Fearless и излиза на 11 ноември 2008 г. Клипът към песента Love Story излиза на 12 септември 2008 г. Клипът се основава на историята на Ромео и Жулиета. Песента достига №2 в iTunes Store Top Downloaded Songs и №5 в the Billboard Hot 100.
През 2009 г. Тейлър тръгва на първото си турне, в подкрепа на втория си студиен албум Fearless. То се състои от 105 концерта – 90 в Северна Америка, 6 в Европа, 8 в Австралия и 1 в Азия. На турнето биват поканени и специални гости, някои от които са Джон Мейър, Фейт Хил и Кейти Пери. Подгряващите изпълнители са Джъстин Бийбър, Кели Пиклър и Глориана.
Тейлър става първият кънтри изпълнител, който печели музикалната видео награда на MTV, когато тя грабва приза за най-добро женско видео за видеото на You Belong With Me. По време на приемането си на наградата, тя е прекъсната от рапъра Кание Уест. Но певицата казва, че „няма никакви лоши чувства към него“. Уест е предложил своето извинение и Суифт го коментира като „много искрено“.
През 2010 г. Суифт печели четири награди Грами от осем номинации. Fearless печели в категориите Албум на годината и Най-добър кънтри албум, а White Horse в Най-добра кънтри песен и Най-добро вокално изпълнение от кънтри певица. Суифт е най-младият изпълнител, който е печелил наградата за Албум на годината.
На 25 октомври 2010 г. излиза третият студиен албум на Тейлър – Speak Now. Певицата е написала всичките песни в албума сама и го е продуцирала заедно с Нейтън Чапман. От албума излизат 6 сингъла – Mine, Back to December, Mean, The Story of Us, Sparks Fly и Ours. Албумът постига голям успех, като продава 1 047 000 копия през първата си седмица и заема челната позиция в класацията Billboard 200. Албумът продава общо над 5 милиона копия в целия свят.
Прави своя актьорски дебют в 2010 година във филма „Денят на влюбените“.
През 2011 – 2012 г. Суифт тръгва на световно турне, състоящо се от 110 концерта, в подкрепа на албума Speak Now. На турнето са присъствали повече от 1,6 милиона зрители и приходите от него са 123 милиона долара. Първият live албум на Суифт Speak Now World Tour: Live излиза през ноември 2011 г.
Нейният пети албум – 1989, излиза през 2014 г. От него се продават повече копия през първата седмица, отколкото който и да е било друг албум през последните 12 години. След излизането на този албум Тейлър Суифт става първият изпълнител с 3 поредни албума, които се продават в 1 милион копия през първата си седмица. Синглите Shake It Off, Blank Space и Bad Blood заемат първо място в класацията Billboard Hot 100.

## Награди и номинации
Тейлър Суифт е носителка на 225 награди, сред които 13 награди Грами и 16 американски музикални награди, 11 CMA, 8 ACM, 34 Billboard Music Awards и една Brit награда.
До началото на 2015 г. Тейлър Суифт е продала над 40 милиона албума. Нейните песни са изтегляни 130 милиона пъти. Всеки от албумите на Тейлър са продадени в поне 4-милионен тираж в Америка: Fearless (7,0 млн.), Taylor Swift (5,5 млн.), Speak Now (4,5 млн.), Red (4,1 млн.) и 1989 (5,4 млн.).

## Дискография
Дискография на Тейлър Суифт

### Студийни албуми
- 2006 – Taylor Swift
- 2008 – Fearless
- 2010 – Speak Now
- 2012 – Red
- 2014 – 1989
- 2017 – reputation
- 2019 – Lover
- 2020 – folklore
- 2020 – evermore
- 2022 – Midnights
- 2024 – The Tortured Poets Department
- 2025 – The Life of a Showgirl

### Презаписи
- 2021 – Fearless (Taylor’s Version)
- 2021 – Red (Taylor’s Version)
- 2023 – Speak Now (Taylor’s Version)
- 2023 – 1989 (Taylor’s Version)

### Компилации
- 2018 – Reputation Stadium Tour Surprise Song Playlist

### Концертни албуми
- 2011 – Speak Now World Tour – Live
- 2020 – Live from Clear Channel Stripped 2008
- 2020 – Folklore: The Long Pond Studio Sessions (from the Disney+ Special)

### EP албуми
- 2007 – Sounds of the Season: The Taylor Swift Holiday Collection
- 2008 – Beautiful Eyes

### Сингли
- 2006 – Tim McGraw
- 2007 – Teardrops on My Guitar
- 2007 – Our Song
- 2008 – Picture to Burn
- 2008 – Should've Said Nо
- 2008 – Change
- 2008 – Love Story
- 2008 – White Horse
- 2009 – You Belong with Me
- 2009 – Fifteen
- 2010 – Fearless
- 2010 – Today Was a Fairytale
- 2010 – Mine
- 2010 – Back to December
- 2011 – Mean
- 2011 – The Story of Us
- 2011 – Sparks Fly
- 2011 – Ours
- 2011 – Safe & Sound
- 2012 – Long Live
- 2012 – Eyes Open
- 2012 – We Are Never Ever Getting Back Together
- 2012 – Begin Again
- 2012 – I Knew You Were Trouble
- 2013 – 22
- 2013 – Red
- 2013 – Everything Has Changed
- 2013 – Sweeter than Fiction
- 2013 – The Last Time
- 2014 – Shake It Off
- 2014 – Blank Space
- 2015 – Style
- 2015 – Bad Blood
- 2015 – Wildest Dreams
- 2016 – Out Of The Woods
- 2016 – New Romantics
- 2017 – Look What You Made Me Do
- 2017 – ...Ready for It?
- 2017 – End Game
- 2017 – New Year's Day
- 2018 – Delicate
- 2019 – Me!
- 2019 – You Need to Calm Down
- 2019 – Lover
- 2019 – Christmas Tree Farm
- 2020 – The Man
- 2020 – Cardigan
- 2020 – Willow
- 2020 – Christmas Tree Farm
- 2021 – Love Story (Taylor’s Version)
- 2021 – You All Over Me (Taylor’s Version) (From The Vault)
- 2021 – Mr. Perfectly Fine (Taylor’s Version) (From The Vault)
- 2021 – Renegade с Big Red Machine
- 2022 – Wildest Dreams (Taylor’s Version)
- 2022 – All Too Well (10 Minute Version) (Taylor’s Version)
- 2022 – Message In A Bottle (Taylor’s Version) (From The Vault)
- 2022 – This Love (Taylor’s Version)
- 2022 – Anti-Hero
- 2022 – Bejeweled
- 2023 – Lavender Haze
- 2023 – Karma (ft. Ice Spice)
- 2023 – Cruel Summer
- 2024 – Fortnight (with Post Malone)
- 2024 - I Can Do It With A Broken Heart

## Турнета
- 2009 – 2010 – FearlessWorld Tour
- 2011 – 2012 – Speak Now World Tour
- 2013 – 2014 – Red Tour
- 2015 – The 1989 World Tour
- 2018 – Reputation Stadium Tour
- 2023 – 2024 – The Eras Tour

## Продукти

### Аромати
- 2011 – Wonderstruck

## Филмография
| Година | Заглавие на български                 | Оригинално заглавие       | Роля        | Режисьор         | Бележки |
| ------ | ------------------------------------- | ------------------------- | ----------- | ---------------- | ------- |
| 2009   | „Хана Монтана: Филмът“                | Hannah Montana: The Movie | себе си     |                  |         |
| 2010   | „Денят на влюбените“                  | Valentine's Day           | Фелиша      |                  |         |
| 2012   | „Лоракс“                              | The Lorax                 | Одри (глас) | анимационен филм |         |
| 2014   | „Пазителят“                           | The Giver                 | Роузмари    |                  |         |
| 2019   | „Котки“                               | Cats                      | Бомбалурина |                  |         |
| 2020   | „Мис Американа“                       | Miss Americana            | себе си     |                  |         |
| 2022   | „Прекалено добре (Късометражен филм)“ | All Too Well (Short Film) | себе си     |                  |         |
| 2022   | „Амстердам“                           | Amsterdam                 | Лиз Мийкинс |                  |         |